# Tuttle (Dakota du Nord)
Pour les articles homonymes, voir Tuttle.
La ville américaine de Tuttle est située dans le comté de Kidder, dans l’État du Dakota du Nord. Lors du recensement de 2010, sa population s’élevait à 70 habitants.

## Histoire
Tuttle a été fondée en 1911. La plupart des premiers habitants étaient des Russes allemands.